# Complexe numérique de Gasan (métro de Séoul)
Complexe numérique de Gasan (hangeul : 가산디지털단지 ; hanja : 加山디지털團地, officiellement en anglais Gasan Digital Complex) est une station de correspondance, entre la ligne 1 et la ligne 7 du métro de Séoul. Elle est située au 309 Beotkkot-ro, dans le quartier Gasan-dong de l'arrondissement de Geumcheon-gu, à Séoul en Corée du Sud.
Ouverte en 1974 pour la ligne 1, elle devient une station de correspondance avec la ligne 7 en 2000. La station est desservie par les rames des services omnibus et express de la ligne 1 et par les rames du service omnibus de la ligne 7.

## Situation sur le réseau

Plan du réseau (2023)

Complexe numérique de Gasan est une station de correspondance, entre la ligne 1 (branche Guro-Sinchang) et la ligne 7 du métro de Séoul, elle est située :
sur la ligne 1, établie en surface, c'est une station de passage entre la station Guro, en direction du terminus nord-est Yeoncheon, et la station Doksan, en direction du terminus sud-ouest Sinchang ;
sur la ligne 7, établie en souterrain, c'est une station de passage entre la station Namguro, en direction du terminus nord Jangam, et la station Cheolsan, en direction du terminus ouest Seongnam.

## Histoire
La station, alors dénommée Garibong, est mise en service le 15 août 1974, lors de l'ouverture à l'exploitation de la section de Seoul à Suwon, dite ligne Gyeongbu, de la nouvelle ligne 1 du métro de Séoul,,,.
Elle devient une station de correspondance le 29 février 2000, lors de l'ouverture à l'exploitation de la section de 9,2 km entre Onsu et Sinpung de la ligne 7 du métro de Séoul,,. Elle est ensuite renommée Complexe numérique de Gasan le 1er juillet 2005,,.

## Services aux voyageurs

### Accès et accueil
La station est établie au 309, Beotkkot-ro, dans le quartier Gasan-dong. Elle dispose de trois bouches numérotées de 1 à 3.

### Desserte

#### Station ligne 1
Complexe numérique de Gasan, ligne 1, est desservie par les rames des services omnibus et express de la ligne 1. Elle dispose de deux quais centraux équipés de portes palières

Installations ligne 1
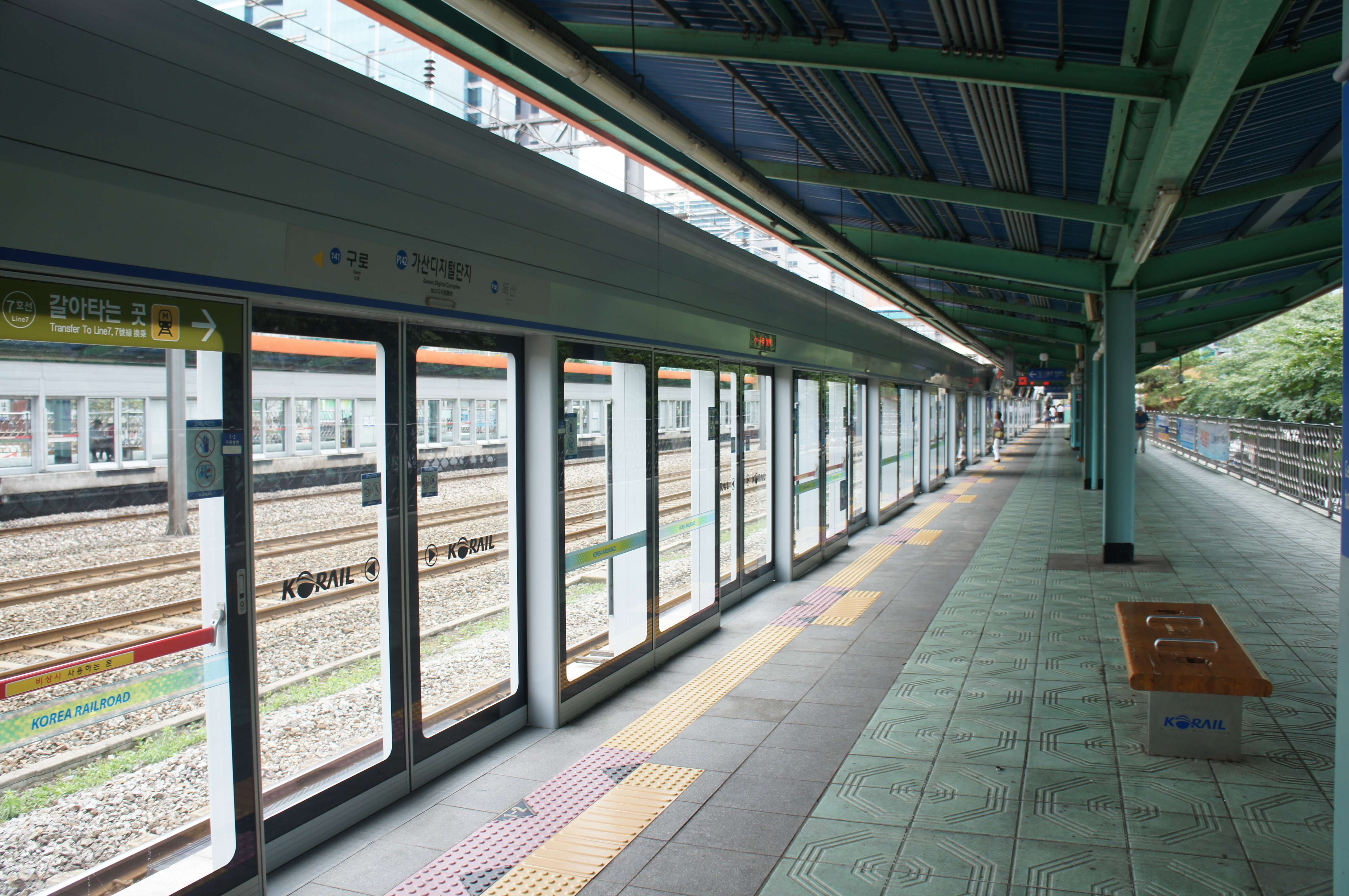
En 2013.
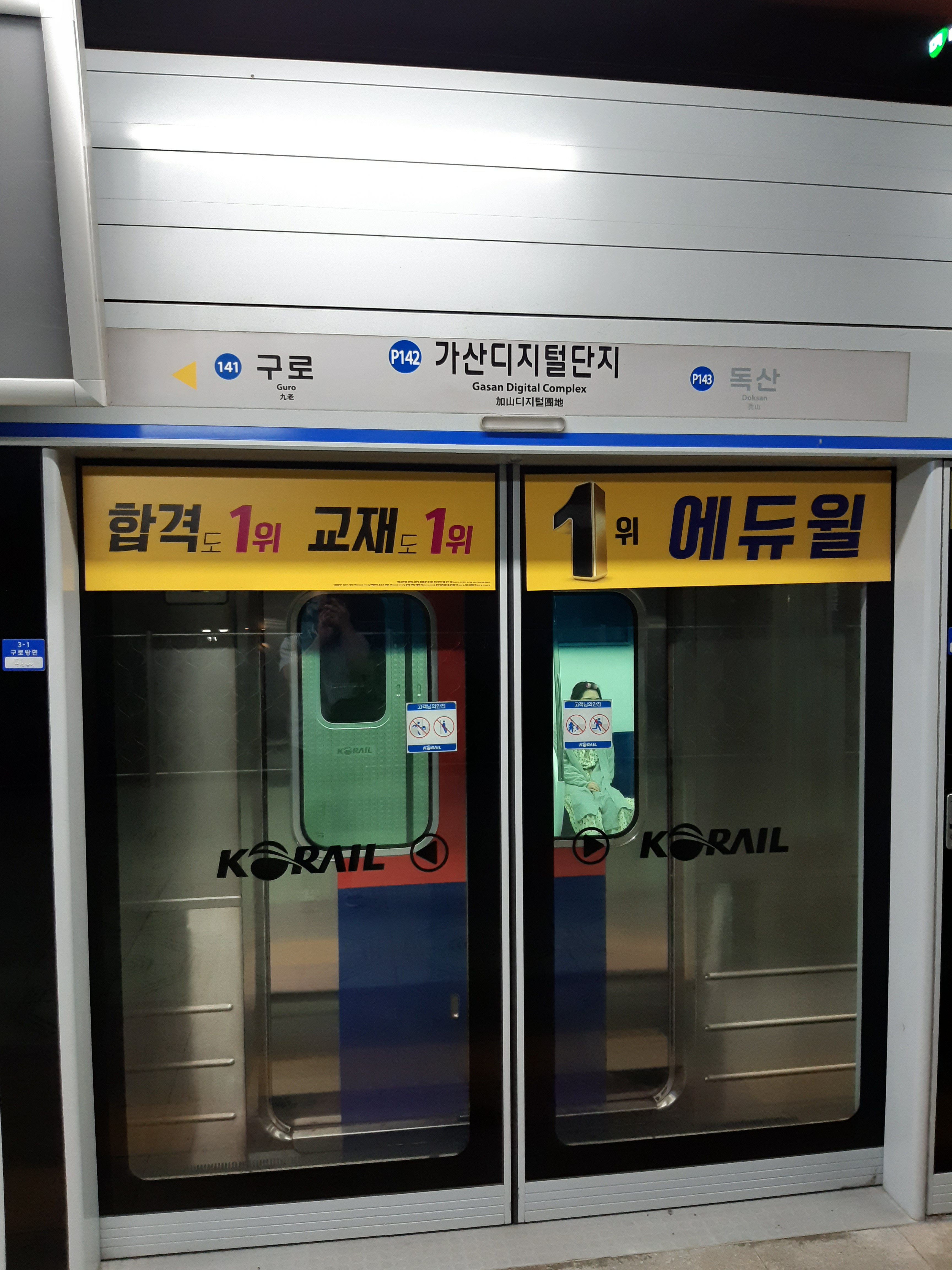
En 2020.
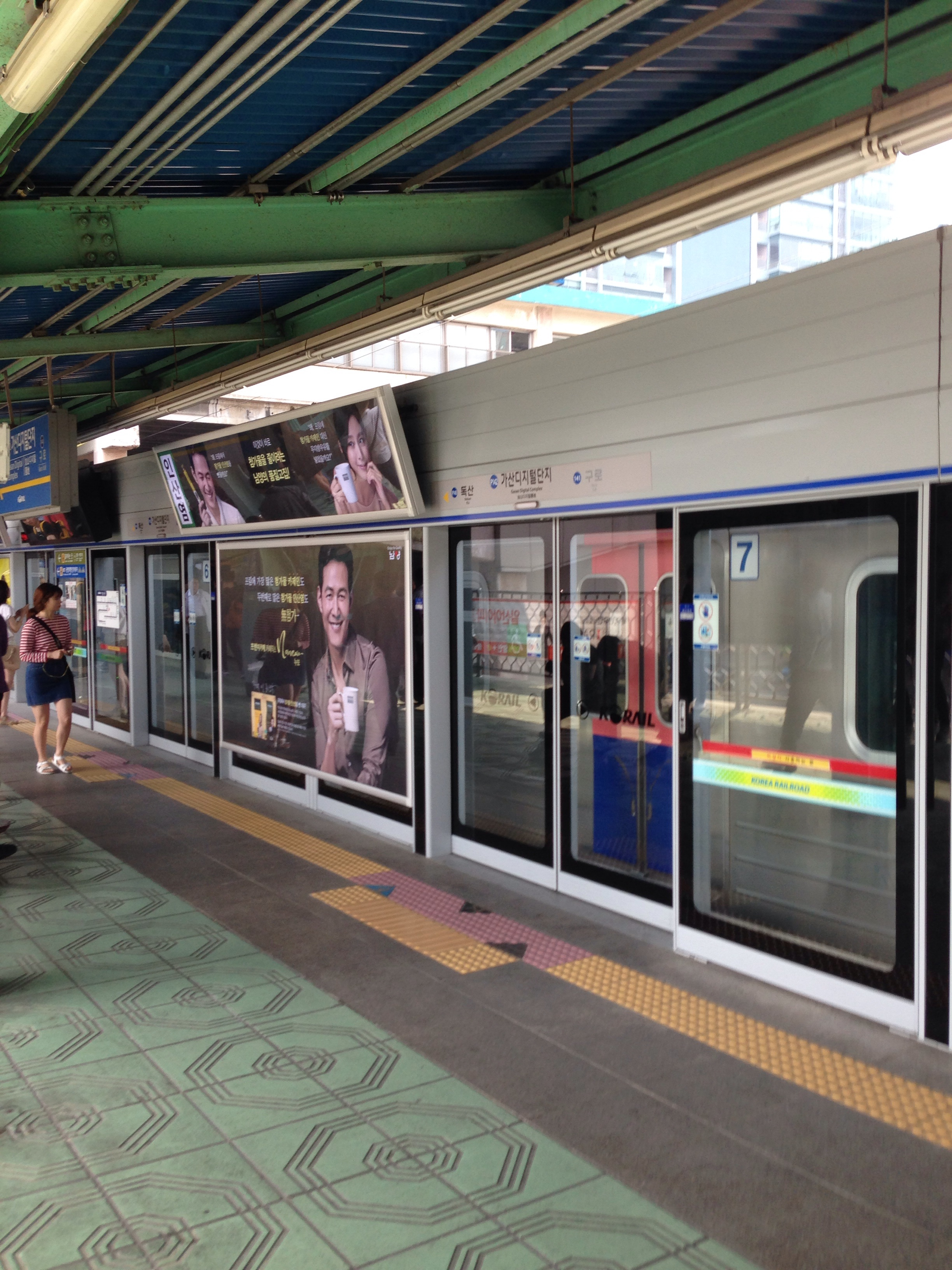
En 2014.

#### Station ligne 7
Complexe numérique de Gasan, ligne 7, est desservie par les rames du service omnibus de la ligne 7. Elle dispose de deux quais latéraux équipés de portes palières.

Installations ligne 7
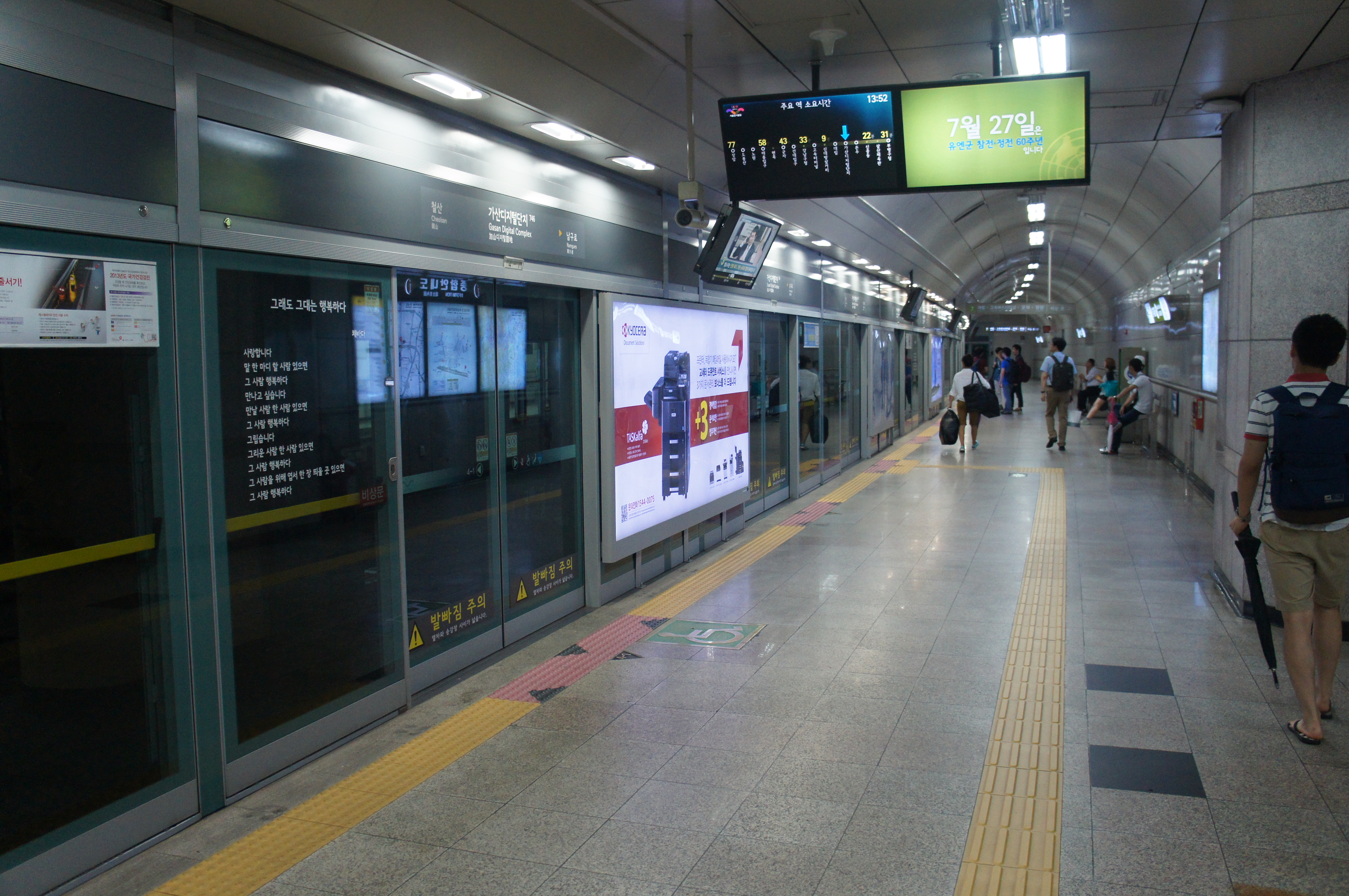
En 2013.
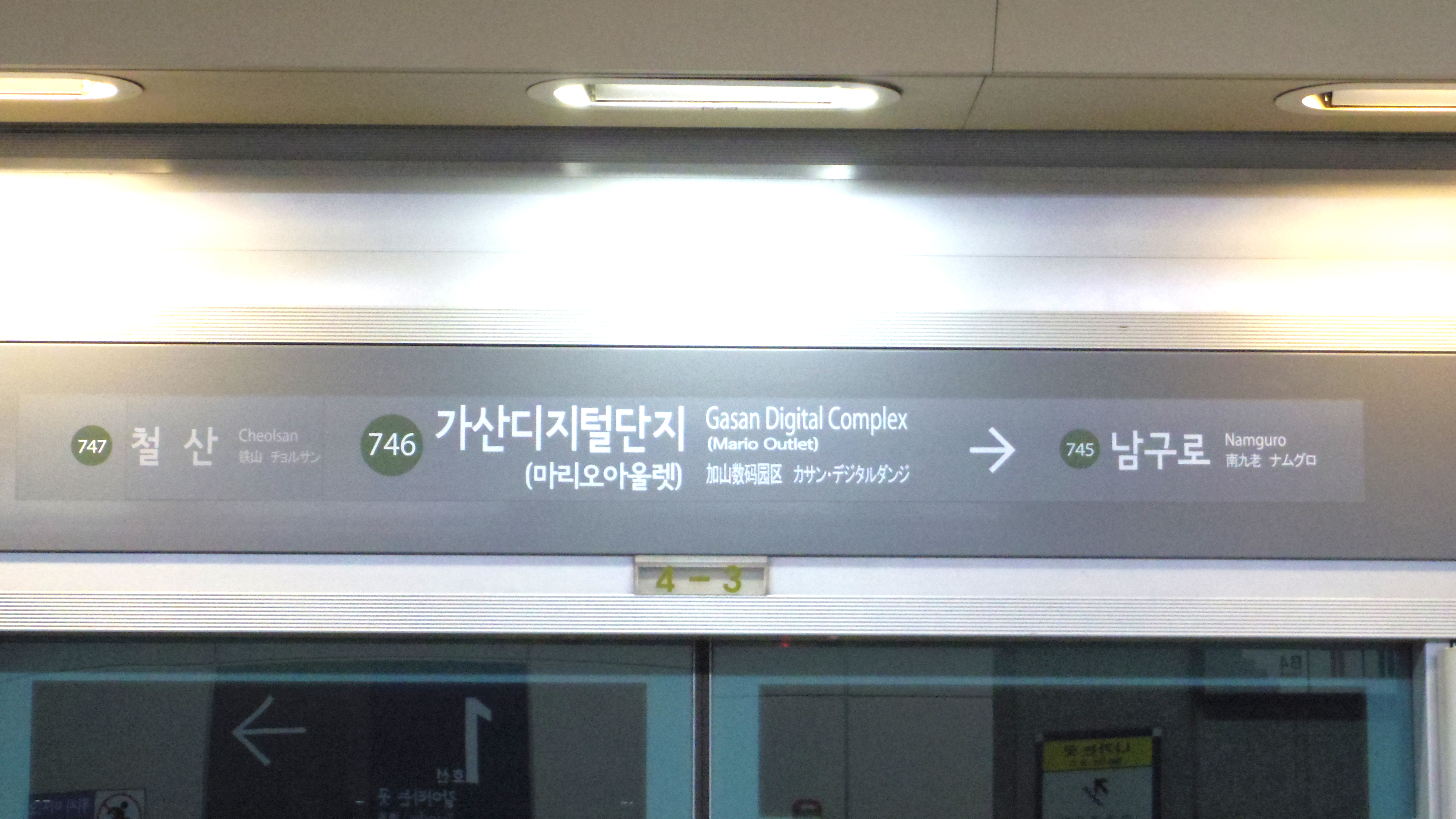
En 2019.
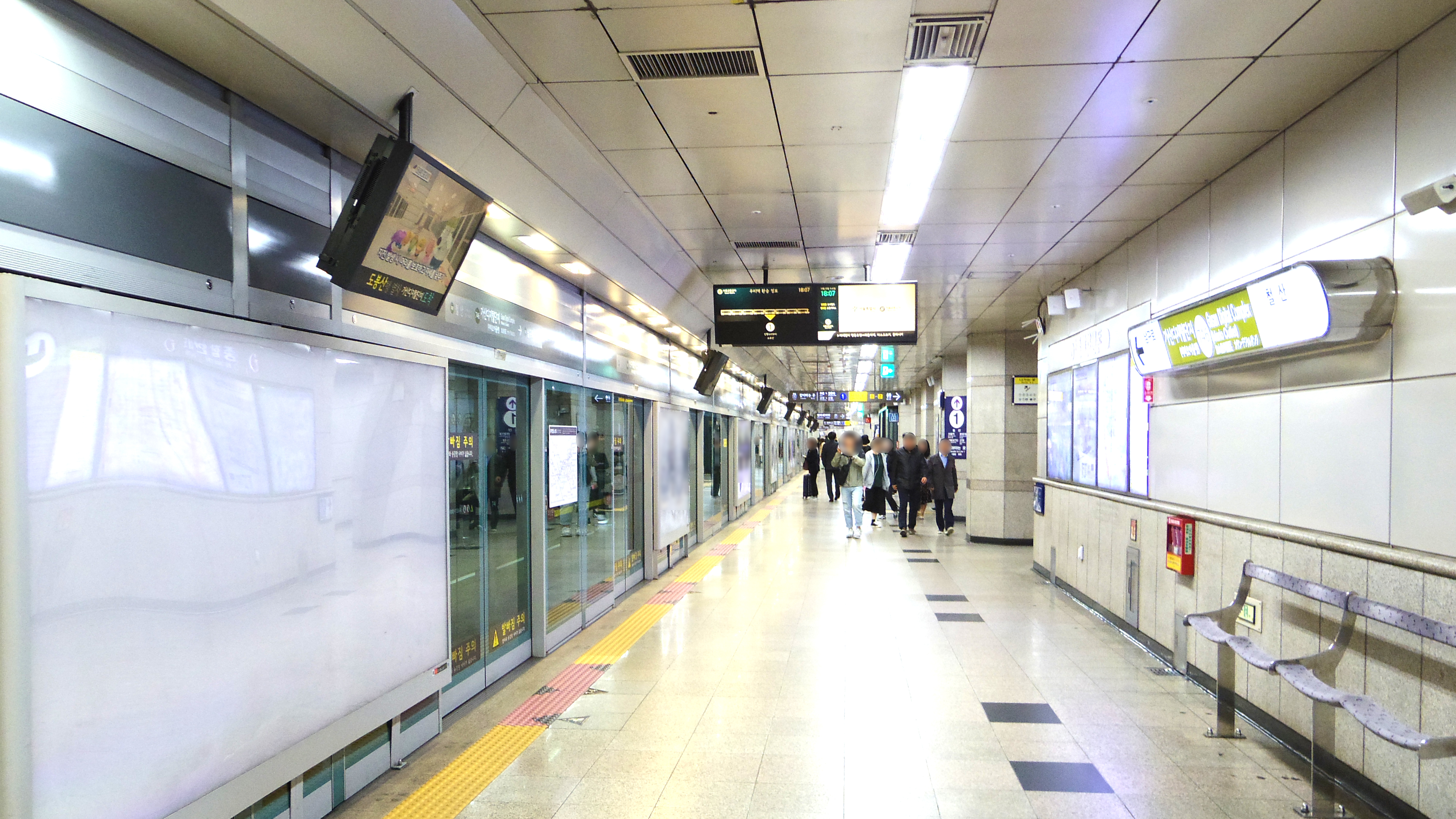
En 2019.

### Intermodalité
Des arrêts de bus sont situés à proximité.

## À proximité
Elle dessert notamment la zone du complexe numérique de Gasan, mais aussi : le parc Boramae, le marché Garibong, le stade du complexe industriel de Guro, l'institut coréen de promotion du design industriel et l'institut coréen de la construction et du cadre de vie,.